# Space Racers
Space Racers (No Brasil, Exploradores Espaciais) é uma série de televisão americana animada em CGI que apresenta os cadetes da Academia Espacial Stardust. A série estreou sua primeira temporada em 2014 na Maryland Public Television e foi distribuída pela American Public Television (APT). A segunda temporada de Space Racers estreou em setembro de 2016 no canal Sprout, que no ano seguinte virou um bloco, na emissora Universal Kids.

## Enredo
Os personagens principais — Eagle, Hawk, Robyn, Starling e Raven — são cadetes da Academia Espacial Stardust, e em cada episódio eles aprenderão sobre o poder da investigação e observação científica. Os cadetes passam cada episódio viajando pelo espaço sideral.

## Personagens
- Eagle (BR: Águia) — Um piloto com velocidade e agilidade incomparáveis, ele é o líder confiante e natural dos Space Racers.
- Hawk (BR: Falcão) — Com uma força incrível e uma memória quase perfeita, ele é uma grande nave espacial com um coração ainda maior.
- Robyn - A mente mais afiada e cientista do grupo, ela é a garota gênio, a mais brava de todos os Space Racers.
- Starling (BR: Estelar) — Com os olhos arregalados, ambiciosos e cheios de entusiasmo, ela pode ser pequena, mas é mais corajosa do que navios com o dobro de seu tamanho.
- Raven — Astuto combinado com carisma e competitividade implacável, ele é o principal rival de Eagle na Stardust Bay.

## Episódios
| Temporada | Temporada | Episódios | Transmissão original  | Transmissão original  |
| Temporada | Temporada | Episódios | 1ª Exibição           | Última exibição       |
| --------- | --------- | --------- | --------------------- | --------------------- |
|           | 1         | 50        | 2 de maio de 2014     | 24 de outubro de 2014 |
|           | 2         | 40        | 4 de novembro de 2016 | 9 de dezembro de 2016 |

| # | Título                        |
| --- | ----------------------------- |
| 1 | "O Dia de Hawk"               |
| Hawk precisa liderar uma missão à Lua com um grupo de cargueiros. Porém, Eagle, que está acostumado a sempre ser o líder das missões, não consegue parar de dar sugestões desnecessárias. Assim, a missão acaba sendo prejudicada.               |                               |
| 2 | "A Corrida Anual de Marte"    |
| É o dia da corrida anual de Marte! Com isso, o treinador Pidgeon ajuda os cadetes a se prepararem. Porém, Eagle e Raven decidem não esperar pela corrida para provar quem é o mais rápido. Assim, eles acabam se metendo em uma grande encrenca. |                               |
| 3 | "Onde Nós Estamos?"           |
| Eagle, Robyn e Hawk vão parar em um planeta desconhecido ao tentarem imitar seu herói favorito, o Capitão Cosmos. Agora, eles precisam usar suas habilidades para descobrir em que lugar do Sistema Solar eles estão!                            |                               |
| 4 | "Eleição!"                    |
| Eagle se autodeclara Presidente da Turma, mas ele é confrontado por Robyn. Assim, eles decidem fazer uma eleição para decidir quem assumirá o cargo. Enquanto Robyn analisa o que realmente precisa mudar, Eagle faz promessas absurdas!         |                               |
| 5 | "Entrando Numa Fria"          |
| Eagle, Robyn e Hawk escutam o Diretor Crane falando sobre um projeto secreto que precisará de muito gelo. Logo, o trio toma a iniciativa de buscar pelo Sistema Solar o que o diretor precisa. Porém, isso não será uma tarefa fácil!            |                               |
| 6 | "Falha de Comunicação"        |
| Uma tempestade solar parece ser a causa de uma grande pane elétrica. Então, a turma vai até o satélite da Academia para instalar um escudo especial. Mas eles enfrentarão sérios problemas por falhas na comunicação até chegarem lá.            |                               |
| 7 | "Três É Demais!"              |
| Robyn e Hawk encontram um lugar para passearem juntos, mas não convidam Eagle. Então, ele decide segui-los escondido até uma lua vulcânica de Júpiter! Chegando lá, eles precisam trabalhar juntos para escapar desse ambiente hostil.           |                               |
| 8 | "O Dia das Profissões"        |
| No Dia da Profissão, os Racers se aventuram em alguns trabalhos. Eagle se torna um cientista, enquanto Robyn é piloto de teste e Hawk, um analista de combustível. Nesse episódio, os personagens aprendem a apreciar os talentos alheios!       |                               |
| 9 | "Voando Como Uma Águia"       |
| Uma sonda espacial viaja rumo ao sol. Para evitar o acidente, o Diretor Crane pede a ajuda de Eagle, Robyn e Hawk para guiar a nave de volta à Terra. No entanto, surge um problema, e Robyn e Hawk têm que salvar o dia sem a ajuda de Eagle.   |                               |
| 10 | "A Caçadora de Tempestade"    |
| Os Racers veem uma tempestade se movendo em direção à Stardust Bay. Enquanto Eagle e Hawk alertam todos da escola, a curiosa Robyn decide ver o fenômeno mais de perto. No entanto, ela se aproxima muito e entra em apuros!                     |                               |
| 11 | "Uma Tarefa Simples"          |
| Enquanto limpam o lixo espacial que orbita a Terra, os Exploradores Espaciais encontram um dos primeiros projetos espaciais de Stardust. Trata-se de uma antiga estação espacial fantasma. Então, eles reativam o lugar acidentalmente!          |                               |
| 12 | "O Mistério Do Mapa De Marte" |
| No campus de Marte, Eagle Robyn e Hawk encontram um misterioso e antigo mapa que mostra uma rede de canais construída por uma civilização antiga. Com isso, eles começam a busca do que poderia ser a descoberta do século!                      |                               |

## Desenvolvimento
A primeira temporada de Space Racers consiste em 26 episódios de meia hora, exibidos pela primeira vez em 2014. A série foi originalmente distribuída pela Maryland Public Television e pela American Public Television. Cake Television é a distribuidora do show internacionalmente.

## Transmissão
- Na Polônia: MiniMini+[7]
- No Canadá: TVO[8]
- No Brasil: Nat Geo Kids[9]